# Siège de Cracovie (1655)
Pour les articles homonymes, voir Siège de Cracovie.
Première guerre du Nord
Le siège de Cracovie est une bataille de l'invasion suédoise, de la république des Deux Nations, durant la première guerre du Nord, et plus exactement dans une période nommée « Déluge »,. Elle débute le 25 septembre 1655 et se termine le 13 octobre de la même année. La défense de la ville de Cracovie était dirigée par le châtelain de Kiev Stefan Czarniecki, tandis que les forces suédoises étaient commandées par le roi Charles X Gustave de Suède, et le comte Arvid Wittenberg (en).

## Contexte
Le 2 août 1655, lorsque les échos des victoires suédoises atteignent la ville de Cracovie, le maire Andrzej Cieniowicz presse les résidents d'organiser la défense de l'ancienne capitale polonaise. Il récolte également les fonds nécessaires pour employer 1 000 unités d'infanterie. La garnison de Cracovie reçoit l'ordre de surveiller les remparts de la ville et de contrôler les entrées et sorties des étrangers qui résident dans la ville, en particulier des Allemands. De plus, des travaux sur les fortifications ont été initiés sous la direction de Izydor Affaita (pl) et Krzysztof Mieroszewski (pl), membres de la noblesse locale. Afin de financer les travaux, la reine Louise-Marie de Gonzague cède une partie de ses bijoux.
Le 27 août, l'évêque de Cracovie Piotr Gembicki (en) ordonne aux résidents de prêter serment d'allégeance au roi et de défendre la ville. Il paye 300 soldats qui renforcent la garnison, tandis que le conseil municipal crée une milice armée, composée d'étudiants et d'autres résidents.
Le 19 septembre, après la défaite de la bataille de Puck, le roi Jean II Casimir Vasa entre à Cracovie. Il amène quelques centaines de soldats, mais le moral de son armée est bien bas. Plusieurs membres de la noblesse l'ont abandonné, tandis que l'armée s'organise en confédération, demandant de l'argent et reniant l'autorité de l'hetman, Stanisław Lanckoroński. Le 20 septembre, l'allégeance au roi est confirmée durant une séance du Conseil du Sénat. Peu après cette réunion, la reine quitte la ville en compagnie du prêtre Andrzej Leszczyński (en).
Le 24 septembre, Jean II Casimir, qui avait initialement l'intention de rester à Cracovie, décide de quitter la ville. En compagnie de l'évêque Gembicki, il se dirige d'abord vers l'est jusqu'à Wojnicz, avant tourner vers le sud, jusqu'à Nowy Wiśnicz, Nowy Sacz et la frontière slovaque.

## Le siège
La garninson de Cracovie, dirigée par le châtelain de Kiev Stefan Czarniecki et le colonel d'infanterie Fromhold Wolf (pl), est composée de 5 000 soldats et miliciens de la ville. Afin de préparer la défense, Czarniecki fait brûler les banlieues de Kleparz (en), Biskupie et Gabarie et y construit un système de terrassements.
Le 25 septembre, les Suédois attaquent et pillent le quartier de Kazimierz. Le même jour, ils essaient d'entrer à Cracovie-même, mais la contre-attaque polonaise les force à battre en retraite. Le lendemain, Charles Gustav ordonne la formation d'un tir de barrage et part en laissant Arvid Wittenberg seul à la tête de 8 000 soldats. Il prend le chemin de Wojnicz, où il vainc une fois de plus les Polonais durant la bataille de Wojnicz (en) le 3 octobre. Les échos de cette bataille, ainsi que les demandes de capitulation suédoises, atteignent rapidement la ville de Cracovie. L'armée polonaise, éparpillée autour de Cracovie, n'étant engagées dans aucune escarmouche avec les Suédois, sans espoir de soutien, les défenseurs se sentent abandonnés. Ils continuent cependant à se battre.
Le 6 octobre, Charles Gustave revient à Cracovie. Lors d'une inspection des positions suédoises, son cheval est tué par une balle polonaise près de la Porte Saint-Florian. Plus le siège s'éternise, plus le moral des défenseurs diminue. Conscient que résister davantage ne mènerait qu'à la destruction de Cracovie et à la famine de ses habitants, Czarniecki accepte de capituler le jour suivant.

## Capitulation
Le 17 octobre, une trêve est signée avec les Suédois. Elle assurait la liberté de religion, la sécurité du clergé de l'Église catholique, des fonctionnaires et des résidents, la conservation des privilèges et de l'université de la ville, ainsi que l'échange des prisonniers de guerre. Les Suédois autorisent les unités polonaises à quitter Cracovie et à prendre leurs quartiers d'hiver dans l'ouest de la Petite-Pologne, près d'Oświęcim, Zator, Sławków et Siewierz. Ces forces doivent rester neutres jusqu'au 18 novembre, et, après cette date, décider de rejoindre soit le roi de Suède, soit celui de Pologne.
Le 19 octobre, les forces de Czarniecki se rassemblent sur la place du marché principal de Cracovie (Rynek Główny). Quelque 1 800 hommes quittent la ville avec 12 canons, alors que Czarniecki est invité par Charles Gustav à un banquet. Après cela, 2 500 fantassins suédois et 500 cavaliers entrent dans Cracovie. Le roi suédois arrive dans la ville dans l'après-midi du 19 octobre. Après une réunion du conseil de la ville, Charles Gustave visite le Wawel et sa cathédrale. Les Suédois rompent immédiatement la trêve, pillant des églises et imposant des taxes élevées. Le butin est estimé à 5 millions złotys.